# Luis Ruipérez
Luis Ruipérez Bolt (Murcia, 1832-Murcia, 1867) fue un pintor español.

## Biografía
Pintor de género, nació en Murcia en 1832. Fue discípulo de la Academia de Barcelona, bajo la dirección del profesor Claudio Lorenzale, y posteriormente de la de San Fernando de Madrid. Comenzó a dar a conocer sus habilidades para la pintura, mereciendo que la Diputación Provincial de Murcia le pensionara para estudiar en París. Discípulo en dicha ciudad del célebre Meissonnier, se convirtió en un imitador de su estilo.
Atrajo la atención en varias exposiciones de París y Londres, debiéndose a esta circunstancia que los mejores cuadros de este artista figuraran en poder de aficionados extranjeros, y fuera muy escaso el número de los que existían en su país natal. Sin embargo, en las Exposiciones Nacionales de Bellas Artes celebradas en Madrid en 1862 y 1864, presentó tres cuadros representando Los jugadores, Un filósofo y una Escena del Gil Blas, que fue premiada. Los últimos de su mano de que Ossorio y Bernard tuvo noticias fueron el Interior de una posada de Caravaca, Un naranjero y Un violinista, el último de los cuales figuró en la Exposición Regional de Valencia de 1867 y le hizo alcanzar la primera medalla de oro.
Se pueden sumar al repertorio de obras de Ruipérez las siguientes: Entrevista del duque de Guisa con el rey, Los hijos de Eduardo, San Diego en oración, remitidos desde París a la Diputación Provincial de Murcia; Un novicio de la orden de San Francisco, premiado en 1859 en la Exposición de París; El enciclopedista, Un naranjero (propiedad de Zarco del Valle); La casa de un sabio, Gil Blas en casa del Bachiller, Casa de un usurero, Los fumadores, Un dibujo del Gil Blas, El cuerpo de guardia, La lección de esgrima, Jugadores de cartas, Un fumador, Otro (tiempo de Luis XIII); dos Tocadores de guitarra (propiedad todos los anteriores de Gambard), y gran número de retratos de su familia y amigos de Murcia.
Falleció el 15 de octubre de 1867, a la temprana edad de treinta y cinco años. La calle de Murcia en que falleció pasó a llevar su nombre. De él se decía en 2017: «No introduzcan su nombre en Wikipedia, el murciano es uno de los grandes artistas más secretos del mundo, todo un misterio».